# Idea (cantora)
Ayano Hiraide (平出綾乃, Hiraide Ayano), mais conhecida pelo nome artístico estilizado como IDEA (japonês: イディア, nascida em 31 de agosto de 1992), é uma cantora e compositora japonesa. Ela estreou em setembro de 2017 com a canção "I'm Thirsty", pela Universal Music Japan. Atualmente é DJ e locutora de uma estação de rádio japonesa, a ZIP-FM, e está trabalhando na produção de seu novo álbum A-TA-SHI.

## Biografia
IDEA começou a tocar piano a partir dos três anos de idade. No ano de 2000, ganhou o Prêmio de Excelência de Divisão Solo do torneio PTNA (Piano Teachers' National Association of Japan) e em 2001, ganhou o Prêmio de Excelência da Competição Yamaha Festival.
Sob a influência de sua mãe vocalista da música gospel, ela tem estado nos palcos desde 2000 tendo sua primeira aparição televisiva ocorrendo no ano de 2002, no programa “New Nippon Expeditionary Party” da Nippon Television.
No ano de 2004, foi para a Nova Zelândia para melhorar suas habilidades no idioma Inglês.
Em 2013, "AI", seu primeiro trabalho que incorpora dança, foi classificado em um concurso musical na categoria dance music em apenas 4 dias. A música original "AI" foi transmitida no programa de rádio de Tóquio como “PICK UP ARTIST”.
Desde 2017, IDEA está a frente do programa semanal E:d-EYES da rádio ZIP-FM de Nagoia.
Em setembro de 2017, lançou seu primeiro single “I’m Thirsty” pela Universal Music Japan, dando início a sua trajetória como cantora profissional. Desde então lançou mais três singles, “All About You” em novembro de 2017, “Wake Up” em dezembro de 2017 e “Brand New Way” em abril de 2018. Em setembro de 2018, o aguardado primeiro mini álbum I foi lançado como uma coletânea dos trabalhos anteriores e duas novas músicas, "Drive me Wild" e "Always Beside you". A faixa "Always Beside You" foi tema do aniversário de 25 anos da rádio de Nagoia ZIP-FM.
Em abril de 2019, lançou seu último trabalho “To the Future” e atualmente está em processo de produção de seu novo single “A-TA-SHI”, que está sendo produzido por Renato Iwai, e Pedro Dash da Head Media gravadora ligada a Universal Music. O single será lançado primeiramente no Brasil.
IDEA está em fase de preparação para o lançamento de seu segundo mini-álbum, que será produzido e gravado nos Estados Unidos.

## Discografia
| - 2017: "I'm Thirsty" - 2017: "All About You" - 2017: "Wake Up" - 2018: "Brand New Way" - 2019: "To The Future" | - 2018: I |